# Фред Аптон
Фредерік Стівен «Фред» Аптон (англ. Frederick Stephen «Fred» Upton; нар. 23 квітня 1953, Сент-Джозеф, Мічиган) — американський політик-республіканець. Він член Палати представників США з 1987 (голова Комітету Палати з енергетики з 2011).
У 1975 році отримав ступінь бакалавра у галузі журналістики в Мічиганського університету. Він був помічником конгресмена Девіда Стокмана 1976 з 1980, працював у Бюро управління і бюджету під час президентства Рональда Рейгана з 1981 по 1985.
Аптон є конгреціоналістом. Його дід Фрідріх Аптон був залучений у створенні компанії Whirlpool Corporation.
Фред Аптон є дядьком моделі і акторки Кейт Аптон. Відповідно до повідомлення «Open Secrets» 2018 року статки Аптона становили $78 мільйонів, що робить його найбагатшим членом Конгресу.